# William Mountfort
William Mountfort (1664 – Londra, 10 dicembre 1692) è stato un attore teatrale e drammaturgo inglese.

## Biografia

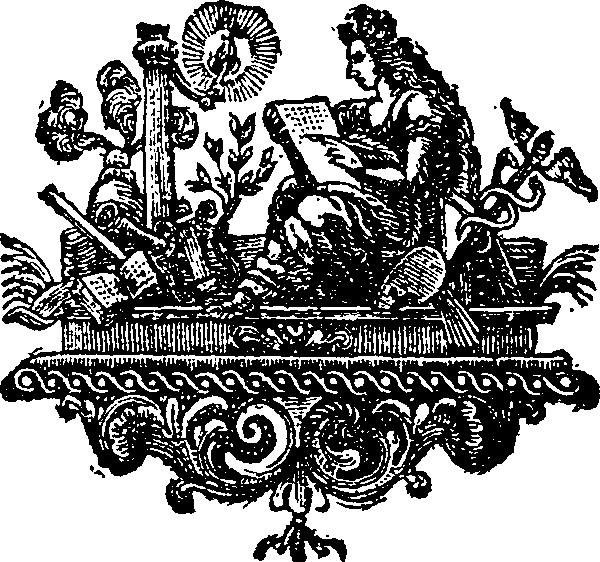
Antologia delle commedie di Mountfort, intitolata Sei commedie (Six Plays), pubblicata in due volumi (1719-1720)

William Mountfort nacque nel 1664, figlio del capitano Mountfort.
William Mountfort esordì nel teatro recitando con la compagnia del Dorset Garden nel 1678, e già nel 1682 assunse parti di una certa importanza.
William Mountfort interpretò con successo ruoli di amoroso nobile o perfido, diventando l'attore preferito dalla regina Maria II,caratterizzandosi per la voce melodiosa e per i modi piacevoli.
Per quanto riguarda le opere teatrali scritte da lui, ebbero un buon successo nell'arco della sua carriera.
William Mountfort sposò il 2 luglio 1686 l'attrice Susanna Percival (1667-1703), molto apprezzata dai suoi contemporanei sia per le doti artistiche sia per il fascino;recitò, tra gli altri, nel ruolo di Fedra nell'Anfitrione.La coppia ebbe quattro figli.
La loro figlia, anche lei di nome Susanna (1690-1720), si dimostrò una buona attrice, recitando in opere di William Congreve e di George Farquhar, ma abbandonò il palcoscenico a causa di una malattia mentale.
William Mountfort morì pugnalato da un rivale in amore,e due anni dopo la vedova Susanna Percival si sposò con il giovane attore John Verbruggen.
La tragedia nacque a causa del presunto interesse di Anne Bracegirdle nei riguardi di Mountfort, che suscitò la reazione del capitano Richard Hill, un avventuriero, interessato a lei; Hill assieme al barone Charles Mohun, tese un'imboscata a Mountfort a Strand, il 9 dicembre 1692, pugnalando al petto Mountfort, che morì il giorno seguente. Hill subito dopo fuggì in Francia.

## Opere
Un'antologia delle sue commedie, intitolata Sei commedie (Six Plays), fu pubblicata da J. Tonson, G. Strahan e William Mears, in due volumi (1719-1720), con una prefazione contenente le memorie autobiografiche. 
- Gli innamorati amanti, o Il padre ambizioso (The injur'd lovers, or, The Ambitious Father);
- Gli estranei di successo (The successful strangers);
- Greenwich Park;
- Re Edoardo III, con la caduta di Mortimer Earl di March (King Edward the Third , with the Fall of Mortimer Earl of March);
- La vita e la morte del dr. Faustus (The life and death of Dr. Faustus);
- Enrico II, re d'Inghilterra, con la morte di Rosamond (Henry the Second, King of England, with the Death of Rosamond).